# Keikyū Group
Die Keikyū Group (jap. 京急グループ, Keikyū Gurūpu) ist ein japanischer Konzern mit Sitz in Yokohama. Er ist um die Bahngesellschaft Keihin Kyūkō Dentetsu (kurz Keikyū) herum strukturiert. Die dazu gehörenden Unternehmen sind in den Sparten Verkehr, Immobilien, Einzelhandel und Freizeitdienstleistungen tätig, wobei die meisten darauf ausgerichtet sind, die Wertschöpfung des Keikyū-Bahnnetzes in den Präfekturen Tokio und Kanagawa zu erhöhen. Im Geschäftsjahr 2020/21 umfasste die Keikyū Group 49 Unternehmen, die mit insgesamt 9055 Mitarbeitern einen Gesamtumsatz von 234,96 Milliarden Yen erwirtschafteten.

## Die wichtigsten Unternehmen

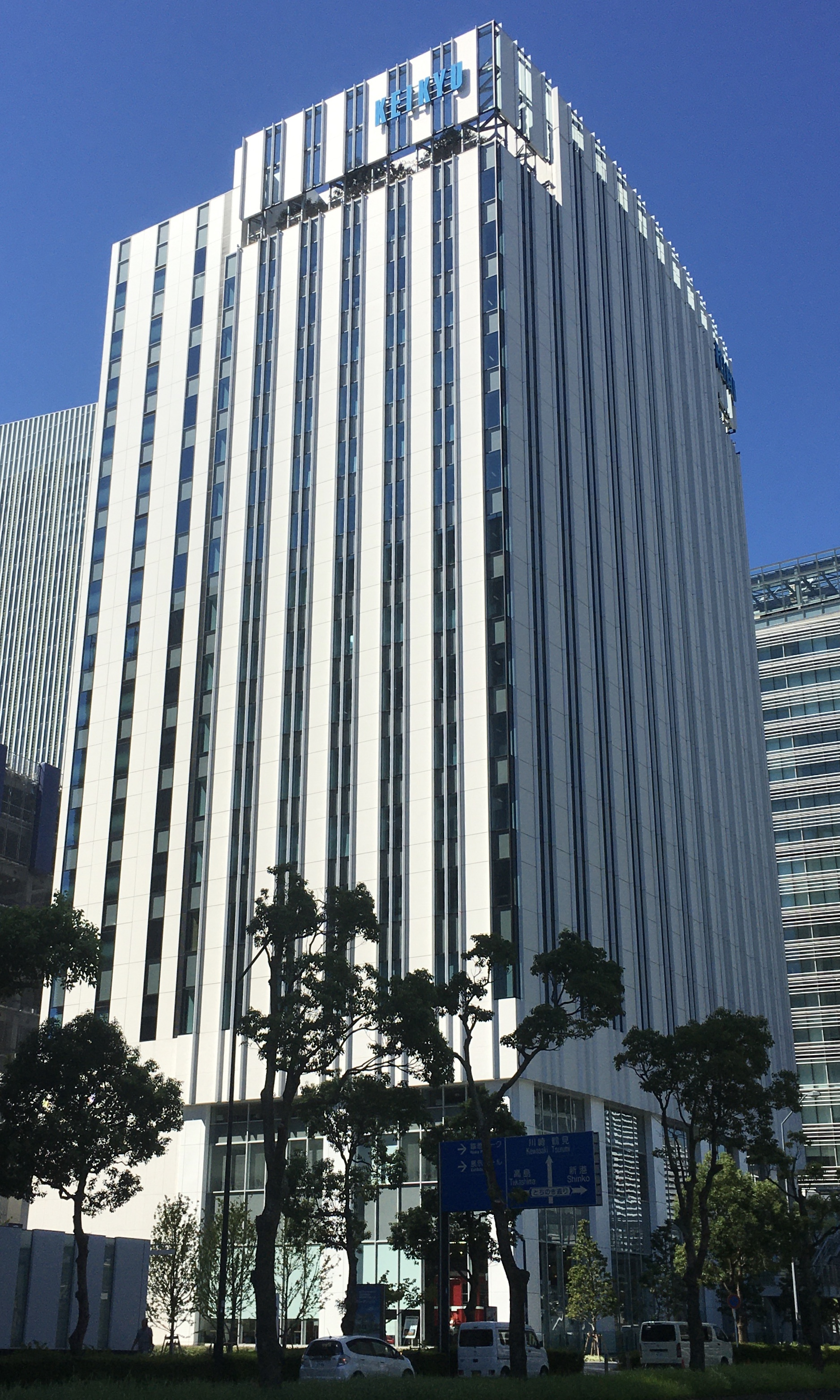
Hauptsitz der Keikyū Group in Yokohama

### Verkehr
- Keikyū (Bahnverkehr in den Präfekturen Tokio und Kanagawa)
- Keihin Kyūkō Bus (Busverkehr in der Präfektur Kanagawa)
- Kawasaki Tsurumi Rinkō Bus (Busverkehr in der Stadt Kawasaki)
- Tōyō Kankō (Busverkehr in der Stadt Yokosuka)

### Einzelhandel
- Keikyū Department Store (Kaufhaus in Yokohama)
- Keikyū Store (Supermärkte in den Präfekturen Tokio und Kanagawa)

### Immobilien
- Keikyū Real Estate (Immobilienmakler)
- Keikyū Construction (Bauunternehmen)
- Keikyū (Gebäudeunterhalt)

### Freizeit
- Keikyū Travel Service (Reisebüros)
- Keikyū Kaihatsu (Betrieb von Freizeitanlagen)
- Keikyū EX Inn (Business-Hotelkette)
- Kannonzaki Keikyū Hotel (Resorthotel in Yokosuka)

### Sonstiges
- Keikyū Driving School (Fahrschulen)
- Keikyū Fine-tec (Wartung von Schienenfahrzeugen)
- Keikyū Memorial (Bestattungsunternehmen)
- Keikyū System (Benutzersysteme)

## Ehemals im Besitz der Keikyū Group (Auswahl)
- Kaigan Denki Kidō (Straßenbahn)
- Tōkyō Chika Tetsudō (Betrieb der Ginza-Linie)
- Keikyū Aburatsubo Marine Park (Meeresaquarium)
- Hotel Keikyū (Hotelkette)
- Hotel Grand Pacific (Hotel in Tokio)